# Eray Şamdan
Eray Şamdan est un karatéka turc né le 25 juillet 1997 à Gebze. Spécialiste du kumite, il remporte les championnats d'Europe 2021 en moins de 60 kg puis obtient la médaille d'argent aux Jeux olympiques d'été de 2020 chez les poids légers.
Il est médaillé d'or en moins de 60 kg aux Championnats d'Europe de karaté 2022 à Gaziantep, aux Jeux méditerranéens de 2022 à Oran ainsi qu'aux Jeux européens de 2023 à Bielsko-Biała. 
Il est médaillé de bronze en kumite des moins de 60 kg aux Championnats d'Europe de karaté 2023 à Guadalajara ainsi qu'aux Championnats du monde de karaté 2023 à Budapest. 
Il est médaillé d'or en kumite des moins de 60 kg aux Jeux mondiaux de 2025 à Chengdu.